# Pivovar Hostouň
Pivovar Hostouň (též Panský pivovar Hostouň) stával v areálu panského dvora u zámku ve městě Hostouň.

## Historie
Pivovar vznikl před rokem 1700. Provoz byl ukončen roku 1885, kdy majitelé panství, Trauttmansdorffové, přenesli výrobu do pivovaru ve Staňkově. Výstavem až 4 940 hl byl větší než měšťanský pivovar. Po ukončení výroby zde byla sýrárna, v letech 1914-1962 se pak v areálu panského dvora nacházel vojenský hřebčín, později přenesený na Opavsko. Ke zboření budov pivovaru došlo po druhé světové válce. Dnes se zde nachází bazén a mobilní bistro.